# Сомборелектро
Предузеће „Сомборелектро“ доо Сомбор основано је 1992. године као трговачко предузеће за спољну и унутрашњу трговину. Након деценије успешне трговине елктроинсталационим материјалом, своју делатност су проширили на електроинжењеринг и грађевински инжењеринг, како би и у том домену понудили квалитетне услуге на тржишту. Високи критеријуми организације пословања, стручност њихових кадова и квалитет извођења радова, учинили су да предузеће буде већ 18 година присутно на тржишту. 

## Основне делатности
- трговина
- електроинжењеринг
- грађевински инжењеринг.

Пословање се темељи на постовању вискоких стандарда квалитета што потврђују сертификати које предузеће поседује: 
- СРПС ИСО 9001:2008
- СРПС ИСО 14001:2005.